# Nana d'Ibèria
Nana (en georgià, ნანა) va ser una reina consort del Regne d'Ibèria. Era la segona esposa del rei Mirian III al segle iv. Pel seu paper en la conversió dels georgians al cristianisme l'Església ortodoxa la considera santa, i va ser canonitzada amb el nom de 'santa Isapòstol Reina Nana' (en georgià, წმინდა მოციქულთასწორი დედოფალი ნანა).

## Família
Segons les Cròniques georgianes Nana era «d'un territori grec del Pont, filla del rei Oliotes» amb la que Mirian es va casar després de la mort de la seva primera esposa, potser l'any 292. Nana li va donar dos fills al rei, Varaz Bakur i Rev, i una filla, que es va casar amb Peroz, membre de la dinastia dels Mihrakan de Gugarq. El Pont que citen les Cròniques es refereix al Regne del Bòsfor, que llavors era un client de l'Imperi Romà.
Cyril Toumanoff suposava que el nom del pare de Nana podria ser una corrupció georgiana d'Olympius o Olimp, una dinastía del Bòsfor, del que es coneix un Aurelius Valerius Sogus Olympianus, governador romà de Feodòssia, per una inscripció grega de l'any 306 dedicada al «Déu Altíssim», feta amb motiu de la construcció d'una casa d'oració pels jueus. Per altra banda, Christian Settipani diu que Nana era una filla petita de Totorses, un re del Regne del Bòsfor.

## Conversió al cristianisme
Les fonts georgianes medievals diuen que Nana havia estat una defensora del paganisme i menyspreava els predicadors cristians, fins que una predicadora de Capadòcia, Nina de Geòrgia la va curar miraculosament d'una terrible malaltia i es va convertir. Rufí d'Aquileia explica aquesta història cinquanta anys després, i diu que la va conèixer per una font oral. Nina de Geòrgia va convertir també al rei Mirian, als voltants de l'any 337, i el rei va instaurar el cristianisme com a religió oficial d'Ibèria. Nana va morir l'any 363, segons sembla dos anys després que el seu marit. L'Església georgiana la va canonitzar. Es creu que Nana i Mirian van ser enterrats al Monestir de Samtravo, a Mtskheta, on encara s'ensenyen les seves tombes.